# Hải Giang
Hải Giang là một xã thuộc huyện Hải Hậu, tỉnh Nam Định, Việt Nam.
Xã Hải Giang có diện tích 6,29 km², dân số năm 2022 là 6.348 người, mật độ dân số đạt 1.009 người/km².